# ایتابایانا
ایتابایانا (به پرتغالی: Itabaiana) یک منطقهٔ مسکونی در برزیل است که در سرژیپه واقع شده‌است. ایتابایانا ۳۳۶٫۶۸۵ کیلومتر مربع مساحت و ۹۶٬۱۴۲ نفر جمعیت دارد و ۷ متر بالاتر از سطح دریا واقع شده‌است.